# Garot (Pidie)
Garot is een plaatsje in Pedir (of Pidië), Atjeh. In 1898, tijdens de Atjehoorlog, was dit de schuilplaats voor onder andere de Sultan Mohammed Daod, Panglima Polèm II en Teukoe Oemar. Luitenant-generaal Van Heutsz, die de Pedir-expeditie (of Pidië-expeditie) leidde, veroverde het dorpje zonder slag of stoot. De verzetsleiders waren echter al verdwenen.